# Diócesis de Nesqually
La diócesis de Nesqually (en latín: Dioecesis Nesqualiensis y en inglés: Roman Catholic Diocese of Nesqually) fue una circunscripción eclesiástica de la Iglesia católica en Estados Unidos. Se trataba de una diócesis latina, sufragánea de la arquidiócesis de Oregón City. Fue suprimida el 11 de septiembre de 1907 y restaurada como diócesis titular en 1995. Desde el 7 de septiembre de 2004 su obispo titular es Alexander Salazar.

## Territorio y organización
La diócesis extendía su jurisdicción sobre los fieles católicos de rito latino residentes en el área que el breve de erección menciona como regiones de Colville (en el actual estado de Washington) y Fort Hall (en el actual estado de Idaho).
La sede de la diócesis se encontraba en la ciudad de Vancouver, en donde su catedral era la actual protocatedral de Santiago el Mayor, consagrada en enero de 1851 y hoy perteneciente a la arquidiócesis de Seattle.

## Historia
La diócesis de Nesqually (nombrada así por la tribu nisqually) fue erigida el 31 de mayo de 1850 mediante el breve Cum in catholicae del papa Pío IX, tomando su territorio de la diócesis de Walla Walla. Fue nombrado obispo Augustin-Magloire Blanchet, quien era hasta entonces el obispo de Walla Walla y que debido a la situación conocida como Masacre de Whitman, que derivó en la guerra Cayuse y a otras situaciones por la que el obispo había abandonado su sede, fue trasladado a la nueva diócesis, que no era más que una división de la que ya gobernaba.
El 29 de julio de 1853 incorporó parte de la suprimida diócesis de Walla Walla mediante el breve Per similes del papa Pío IX.
En 1903 el obispo O'Dea solicitó a la Santa Sede el traslado de la sede episcopal de Vancouver a Seattle, debido al aumento de la población y la economía de Seattle. Comenzó la construcción de una nueva catedral en Seattle en 1905.
El 11 de septiembre de 1907, mediante el breve Quae rei sacrae del papa Pío X, la diócesis de Nesqually trasladó su sede de Vancouver a Seattle y, en consecuencia, asumió el nombre de diócesis de Seattle.

### Diócesis titular
Desde 1995 Nesqually figura entre las sedes episcopales titulares de la Iglesia católica. Desde el 7 de septiembre de 2004 el obispo titular es Alexander Salazar Perry, obispo auxiliar emérito de la arquidiócesis de Los Ángeles.

## Episcopologio

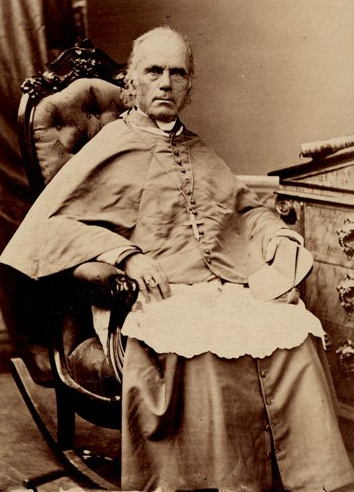
Augustin Magloire Alexandre Blanchet, primer obispo de Nesqually

- Augustin Magloire Alexandre Blanchet † (31 de mayo de 1850-14 de julio de 1879 renunció[nota 2])
- Egidius Jünger † (6 de agosto de 1879-26 de diciembre de 1895 falleció)
- Edward John O'Dea † (13 de junio de 1896-25 de diciembre de 1932 falleció)
- Gerald Shaughnessy, S.M. † (1 de julio de 1933-11 de septiembre de 1907 sede trasladada a Seattle)

### Obispos titulares
- Gordon Dunlap Bennett (23 de diciembre de 1997-6 de julio de 2004 nombrado obispo de Mandeville)
- Alexander Salazar, desde el 7 de septiembre de 2004